# طلوع‌نیوز
طلوع‌نیوز، یک شبکه خبری در افغانستان است که مربوط به گروه موبی است. این کانال در سراسر مناطق افغانستان قابل دسترس است. طلوع‌‌نیوز اخبار به زبان‌های فارسی، پشتو و انگلیسی پخش می‌کند. این تلویزیون طی چندین سال کاری‌اش در افغانستان توانسته است مخاطبان بسیاری را به خود جلب کند. رئیس این تلویزیون لطف‌الله نجفی‌زاده است. طلوع‌‌نیوز در سال ۲۰۱۶ میلادی، جایزه قهرمانی آزادی اطلاع‌رسانی را از شهر پاریس بدست آورد که این جایزه به لطف‌الله نجفی‌زاده داده شد.
نجفی‌زاده می‌گوید: مقام کنونی را که طلوع‌نیوز به آن نایل شده‌است، زادهٔ چهار عامل است: ۱- سعی و تلاش‌های بی‌دریغ کارمندان این رسانه. کارمندان این رسانه خود را مالک و صاحب رسانه می‌دانند و از هیچ‌گونه تلاشی در راستای ارتقای آن دریغ نخواهند کرد.
۲- شجاعت و نترس بودن کارمندان طلوع در راستای اطلاع‌دهی.
۳- عدم‌مداخله و نظارت صاحب امتیاز این رسانه در کار اطلاع‌دهی رسانه طلوع. هرچند از بیرون تصور چنین است که هر خبری که در طلوع و یا طلوع نیوز پخش می‌شود پس از نظارت شدید صاحب امتیاز این رسانه نشر می‌شود اما واقعیت امر چنین نیست. هر خبرنگار طلوع می‌تواند برای نشر خبری در طلوع تصمیم بگیرد.
۴- قاطعیت خبرنگاران طلوع. خبرنگاران طلوع مصمم استند تا برای کسب اعتماد بیشتر مردم از کوچک‌ترین معیار اطلاع‌دهی عدول نکنند. 
۲۶ اسفند ۱۴۰۰ حدود ۱۵ فرد مسلح که ظاهرا نیروهای استخبارات طالبان بودند وارد دفتر تلویزیون طلوع نیوز در کابل شده، بهرام امان، گوینده و خپلواک صافی، مسئول خبر این تلویزیون و یکی دیگر از کارکنان این شبکه تلویزیونی را بازداشت کردند.

## برنامه ها
- فراخبر
- نیمه روز
- محور
- همگام با رویدادها
- تودی خبری
- جهان نما
- صبح طلوع نیوز
- یوه خبره دوه نظره
- کنکاش
- سیاه و سفید
- پرس و پال
- دهلیزها
- کږلیچونه
- گفتمان
- هنر